# Slavsko Polje
Slavsko Polje es una localidad de Croacia en el municipio de Gvozd, condado de Sisak-Moslavina.

## Geografía
Se encuentra a una altitud de 167 m s. n. m. a 93,2 km de la capital nacional, Zagreb.

## Demografía
En el censo 2011, el total de población de la localidad fue de 340 habitantes.